# Holcophoroides nigriceps
Holcophoroides nigriceps är en fjärilsart som beskrevs av Matsumura 1931. Holcophoroides nigriceps ingår i släktet Holcophoroides och familjen stävmalar. Inga underarter finns listade i Catalogue of Life.